# Vigil
Pour les articles homonymes, voir Vigil (mission spatiale).
Vigil est une série télévisée policière britannique créée par Tom Edge et produite par World Productions. Elle met en vedette Suranne Jones et Rose Leslie.
La saison 1, comportant six épisodes, a été diffusée par la chaîne BBC One en août 2021. Elle a été diffusée en Suisse sur RTS 1 le 7 janvier 2022, puis en France par Arte le 13 janvier 2022. L'intrigue se déroule simultanément en Écosse et au large, dans l'Atlantique, dans un sous-marin lance-missiles fictif de la Royal Navy : le Vigil.
La saison 2, comportant également six épisodes, est diffusée à partir du 10 décembre 2023 sur BBC One, puis en France par Arte à partir du 9 janvier 2025.
En février 2025, la série est renouvelée pour une saison 3. 

## Synopsis

### Saison 1
Amy Silva, commandant de police, une inspectrice écossaise part enquêter en mer à bord d’un sous-marin nucléaire de la Royal Navy, le HMS Vigil. Elle doit clarifier la mort suspecte d’un membre d’équipage. Son enquête, coordonnée avec celle de ses collègues à terre, met la police en conflit avec la Royal Navy et le MI5, le service de sécurité britannique. Puis, tous coopèrent pour identifier un tueur introduit dans le sous-marin nucléaire.

### Saison 2
Un piratage provoque une attaque de drones militaires tuant sept personnes dans la base de Dundair en Écosse. La commandante Amy Silva est à nouveau sollicitée pour résoudre cette enquête avec l'aide de sa partenaire et compagne Kirsten Longacre. Au cours de son enquête, Amy va découvrir que les apparences sont trompeuses.

## Fiche technique
- Titre original : Vigil
- Création : Tom Edge
- Réalisation : James Strong, Isabelle Sieb
- Scénario : Tom Edge, Ed Macdonald, Chandni Lakhani, sur une idée originale de George Aza-Selinger
- Image : Matt Gray, Ruairi O’Brien
- Son : Stuart Bruce
- Montage : Steven Worsley, Nikki McChristie, Chris Buckland
- Musique : Glenn Gregory, Berenice Scott
- Sociétés de production : World Productions
- Sociétés de distribution : ITV Studios Global Entertainment
- Pays d'origine :  Royaume-Uni
- Langue originale : anglais
- Format : couleur
- Genre : thriller
- Nombre de saisons : 2
- Nombre d'épisodes : 12
- Durée : 56 minutes
- Dates de première diffusion :
  - Royaume-Uni : 29 août 2021 sur BBC One
  - Suisse : 7 janvier 2022 sur RTS 1
  - France : 13 janvier 2022 sur Arte

## Distribution
- Suranne Jones (VF : Laurence Dourlens) : Amy Silva, Detective Chief Inspector du service de police écossais[3]
- Rose Leslie (VF : Zina Khakhoulia) : Kirsten Longacre, Detective Sergeant du service de police écossais
- Gary Lewis (VF : Philippe Catoire) : Colin Robertson, surintendant-détective du service de police écossais
- Orla Russell : Poppy, la fille du compagnon d’Amy Silva

### Saison 1
- Shaun Evans (VF : Thibaut Lacour) : Warrant Officer Class One Elliot Glover, capitaine d'armes du HMS Vigil
- Martin Compston (VF : Guillaume Bourboulon) : Craig Burke, Chief Petty Officer c.a.d premier maître, opérateur sonar sur le HMS Vigil
- Paterson Joseph (VF : Mohamed Sanou) : Neil Newsome, commandant du HMS Vigil
- Adam James (VF : Pierre Tessier) : Mark Prentice, lieutenant-commandant, second du HMS Vigil
- Lauren Lyle (VF : Karine Foviau) : Jade Antoniak, 24 ans, militante pour la paix
- Therese Bradley (VF : Sybille Tureau) : Laura Michaels, officier du MI5
- Parth Thakerar (VF : Nessym Guetat) : Jay Kohli, officier du MI5
- Lolita Chakrabarti (VF : Annie Milon) : Lieutenant commander Erin Branning, assistant du contre-amiral Shaw
- Dan Li : Hennessy, Lieutenant commander, responsable de l’armement sur le HMS Vigil
- Lorne MacFadyen (VF : Benjamin Gasquet) : Matthew Doward, Chief Petty Officer c.a .d premier maître, opérateur sonar transféré du HMS Virtue
- Connor Swindells (VF : Martin Faliu) : Simon Hadlow, officier mécanicien du HMS Vigil
- Lois Chimimba (VF : Aurélie Konaté) : Tara Kierly, Chief Petty Officer c.a .d premier maître, opérateur sonar du HMS Vigil
- Daniel Portman : Gary Walsh, Chief Petty Officer c.a .d premier maître, ingénieur du HMS Vigil
- Anjli Mohindra (VF : Jessica Monceau) : Tiffany Docherty, chirurgien lieutenant militaire du HMS Vigil
- Anita Vettesse : Jackie Hamilton, Chief Petty Officer c.a .d premier maître, chef-cuisinière du HMS Vigil
- Stephen Dillane (VF : Bernard Alane) : contre-amiral Shaw, chef du service des sous-marins SNLE de la Royal Navy
- Stephen McCole : Patrick Cruden, député écossais
- Reuben Joseph (VF : Mike Fédée) : Porter, Detective Sergeant du service de police écossais
- Cal MacAninch : Ben Oakley, militant pour la paix.

### Saison 2
- Dougray Scott : général Marcus Grainger
- Romola Garai : commandant Eliza Russell
- Amir El-Masry : Daniel Ramsay
- David Elliot : Ross Sutherland
- Oscar Salem : capitaine Sattam Abdul Kader
- Chris Jenks : Callum Barker
- Jonathan Ajayi : Wes Harper
- Nebras Jamali : colonel Ali Bilali
- Hiba Medina : Sabiha Chapman
- Tommy Sim’aan : Firas Zaman
- Dominic Mafham : Sir Ian Downing
- Noof Ousellam : DS Paul Townsend
- Steven Elder : Derek McCabe
- Khalid Laith Nicoel : Abdullah Ghazali
- Shannon Hayes : Nicole Lawson
- Anders Hayward : Colin Dixon
- Kamal Mustaffai : Mutaz
- Alastair Mackenzie : colonel Anthony Chapman.

## Production
Dans une interview en 2021, le show runner Tom Edge précise qu'il a été approché par le producteur George Aza-Selinger pour développer un projet de série se déroulant dans un sous-marin. Il affirme s'être inspiré d'événements récents pour écrire la série, « qu’il s’agisse du marin lanceur d’alerte ou de naufrages de chalutiers mettant en cause des submersibles – bien qu'aucune preuve n’ait été apportée. Nous tenions à ce que notre histoire s’ancre dans le réel ». L'histoire du naufrage du navire de pêche l'Antares pourrait être une source d'inspiration. Elle évoque aussi une des thèses pouvant expliquer le naufrage du chalutier français Bugaled Breizh en 2004 dans la Manche.

## Épisodes

### Saison 1

#### Épisode 1
Le premier maître Craig Burke, un membre d’équipage du sous-marin nucléaire porteur de missiles balistiques, le HMS Vigil, fait part au commandant du sous-marin d’un écho sonar inhabituel pendant la mission de patrouille. Il suppute qu’un chalutier est en train de couler. Le capitaine refuse de faire surface, cette manœuvre étant radicalement interdite au sous-marin nucléaire dont la discrétion constitue un objectif prioritaire. L'émersion permettrait de sauver les pêcheurs. Face à la réaction de Craig Burke, le commandant Newsome le consigne dans ses quartiers pour insubordination. Un autre opérateur du sonar, Tara Kierly, conforte l'hypothèse de Burke. Quand le commandant le rappelle, l'opérateur est retrouvé mort sur sa couchette, apparemment à la suite d’une overdose. La police écossaise est saisie pour enquête. L’inspecteur principal (commandant) Amy Silva est hélitreuillée jusqu'au HMS Vigil, en même temps qu’un opérateur sonar venu remplacer la victime : le premier maître Doward.
Amy Silva est dans l’impossibilité de contacter ses collègues par radio, compte tenu du secret de la patrouille et de l'immersion. Elle peut recevoir un bref message quotidien. Amy Silva suspecte que le marin a été assassiné. Le commandant et les autres officiers ne sont pas de cet avis. Ils ne veulent pas d'enquête à bord. Le second, Mark Prentice, se montre particulièrement hostile. Sur la terre ferme, le lieutenant Kirsten Longacre, adjointe de Silva et son ancienne amoureuse, mène également l'enquête ; elle s'intéresse aux déplacements du premier maître Craig Burke, ainsi qu'à ses relations. Elle trouve un premier indice, une clé USB cachée dans un pied de chaise métallique, en perquisitionnant la chambre de Craig Burke à la base navale de Dunloch. Elle cache cette information à la Royal Navy. En mer, le HMS Vigil perd soudainement toute sa puissance de moteur lorsque le réacteur se met automatiquement en arrêt d’urgence. Le bateau s'immobilise près de la surface dans des conditions anxiogènes, surtout pour Amy Silva, claustrophobe.

#### Épisode 2
L’équipage s’active à redémarrer le réacteur sans comprendre les raisons de la panne. Le réacteur remonte en puissance. En examinant le corps de Craig Burke l’inspectrice Amy Silva trouve les preuves confortant sa théorie du meurtre : un empoisonnement. Elle affronte l'hostilité et l'incompréhension de la plupart des membres d’équipage, à l’exception de l'adjudant Elliott Glover, le "Pontus" capitaine d'armes. Elle ne révèle pas les raisons de sa claustrophobie, ni celle de son angoisse de se retrouver sous l’eau. Amy Silva est hantée par le souvenir de la mort accidentelle de son compagnon lorsque leur voiture a sombré dans un lac ; elle a dû choisir entre sauver son compagnon ou leur fille, Poppy. Amy Silva fouille la couchette du marin Gary Walsh et trouve des traces de drogue. Elle soupçonne que l'empoisonnement de Burke a été maquillé en overdose. Après l’avoir enfermée à clé dans sa cabine, le commandant en second, Mark Prentice, avoue qu’il s’est battu avec Craig Burke et a dissimulé cet événement lorsque Craig Burke a été retrouvé mort dans sa couchette. Le second est suspendu de ses fonctions.
Depuis le début de la mission le second harcelait Craig Burke, ce qui lui avait été demandé car Burke était en couple avec une jeune femme du campement des militants anti-nucléaires, installé à l’entrée de la base navale sous-marine. Amy Silva doute que le coup porté par Mark Prentice à Craig Burke ait pu être fatal et maintient son hypothèse que Craig Burke a été empoisonné. La policière Kirsten Longacre est agressée lorsqu’elle rentre chez Amy Silva, par des cambrioleurs qu'elle surprend. Elle en blesse un avec des ciseaux. Elle prend contact avec la jeune activiste anti-nucléaire, Jade Antoniak, amie de Craig Burke. Jade accepte de lui parler. Jade accepte simultanément un rendez-vous avec un homme qui lui donnerait des informations. Seule, de nuit, au bord d’une route isolée, inquiète, elle appelle Kirsten Longacre à l’aide. En arrivant au lieu de rendez-vous, Kirsten Longacre découvre Jade dans l'eau, noyée.

#### Épisode 3
La policière Kirsten Longacre découvre que Craig Burke détenait des informations embarrassantes sur la conduite scandaleuse de l’équipage britannique lors d’une escale technique en Floride. Deux techniciens contractuels américains, officiellement morts noyés dans le bassin de réparation, sont en réalité morts ébouillantés par la rupture d’une canalisation d’eau vaporisée alors qu’ils travaillaient dans le compartiment machine du HMS Vigil. La marine royale anglaise a étouffé l'affaire. Un député, Patrick Cruden, mène une incessante action politique pour obtenir la fin de l'emploi de sous-marins nucléaires, particulièrement en Écosse.
La policière trouve une photo compromettante du lieutenant Docherty, le médecin du bord, en compagnie intime d’un homme au visage non identifiable, porteur d'un grand tatouage de dragon. À terre, la nouvelle de la mort de Craig Burke a fuité dans les médias au grand dam de la Navy. Kirsten Longacre apprend du député écossais Patrick Cruden que Jade était sa fille. Celui-ci lui indique aussi que Craig Burke partageait avec lui des informations compromettantes pour la marine, par l'entremise de Jade. La Navy découvre que le chalutier de pêche disparu a été entraîné vers le fond par la croche d’un sous-marin américain de classe Los Angeles. Des débris de tuiles anéchoïques spécifiques, sur le lieu du naufrage, ne laissent aucun doute. Ce qui ne manque pas de créer des interrogations quant aux motifs de la présence d'un sous-marin allié pistant d'aussi près le HMS Vigil. La Navy suppose que les Américains restent troublés par l’incident survenu en Floride. À bord du HMS Vigil, le premier maître Gary Walsh se saoule, vole une arme à feu et tente de se suicider ; il est désarmé par Amy Silva, accompagnée de l'adjudant Elliott Glover. Il raconte alors en détail à Amy Silva l’incident de Port Havers. Le réacteur a failli devenir incontrôlable par suite de l’inconséquence d’un marin et Gary Walsh a in extremis rétabli la situation. Kirsten Longacre est suivie par des agents du MI5 et est interrogée sur son enquête. Amy Silva identifie Elliott Glover comme étant l’homme tatoué d'un dragon, l'amant du lieutenant médecin Docherty.

#### Épisode 4
Kirsten Longacre arrête un suspect : Peter Ingles. Le MI5 révèle à la police que l’homme suspecté d’être le meurtrier de Jade est un espion des (renseignements russes). Bénéficiant de l’immunité diplomatique, il repart en liberté. Une photo prise par Jade révèle que cet espion était en relation avec un sous-marinier britannique. La police, le MI5 et la Navy font part de leurs découvertes au secrétaire d’État à la Défense, exposant l'hypothèse qu'un agent russe est présent à bord du HMS Vigil. À contrecœur l’amiral Shaw, après l'accord du gouvernement, prend la décision de rappeler à sa base le sous-marin, ce qui prive la défense navale anglaise de cette force de dissuasion, alors qu'approche au parlement un vote crucial à ce sujet.
Le HMS Vigil ne répond pas. Ses communications sont coupées à la suite du sabotage de l’antenne filaire. Walsh constate que l'armoire aux commandes d'accès au moteur a été forcée : l'arrêt inexpliqué des moteurs était volontaire, un sabotage. À bord du HMS Vigil, des soupçons se portent sur Jackie Hamilton, le chef cuisinier. Son fils, condamné en justice et emprisonné en Indonésie pour dix années, pour trafic de drogue, vient curieusement d’être libéré au terme d'une année de détention. Privée de son traitement médical, Amy Silva panique lors de manœuvres de lancement de missiles, alors qu'il s'agit d'un exercice. Elle est consignée par le commandant Newsome, après dénonciation par Elliott Glover, qu'elle a interrogé sur sa liaison avec le lieutenant Docherty. Enfreignant la consigne et sortant de la cabine, Amy Silva trouve Jackie Hamilton morte dans la cambuse. Amy est vivement empoignée par un homme portant un masque à gaz.

#### Épisode 5
L’homme masqué s’avère être Elliott Glover, qui sauve Amy Silva de l'agent neurotoxique qui vient de tuer Jackie Hamilton. Le gaz mortel se répand à présent dans la tranche centrale du sous-marin, celle des missiles nucléaires. La relation passée entre Amy Silva et Kirsten Longacre est évoquée à travers de longs flash-backs. Constatant sur un calendrier que c’est l’anniversaire de Poppy, la fille d’Amy Silva, Kirsten Longacre lui rend visite. Elle rencontre les grands-parents paternels qui en ont la garde légale.
En collaboration avec le MI5, devenu coopératif, Kirsten Longacre et l'agent de police Porter poursuivent leurs investigations sur l’espionnage russe autour du sous-marin. Ben Oakley, un militant du camp de la paix se révèle être un complice des Russes. Kirsten Longacre identifie Matthew Doward, l’opérateur de sonar qui a remplacé Craig Burke à bord du HMS Vigil, comme étant probablement un agent embarqué à bord au service des Russes.
Dans le sous-marin, le compartiment des missiles et la cambuse sont envahis par le gaz sarin neurotoxique. Amy Silva souhaite inspecter la scène de crime ; Glover a pour ordre de récupérer la boîte contenant le gaz, ainsi que les combinaisons protectrices contre le risque chimique. Glover et Amy Silva enfilent des combinaisons de plongée pour examiner le corps de Jackie Hamilton, soustraire la boîte de poison et récupérer les combinaisons NBC. Ceci, préalablement à la décontamination prévue de cette tranche, par pulvérisation d’eau de Javel. Amy Silva trouve sur Jackie un message de Doward prouvant son implication. Elle comprend que Jackie a voulu sauver l'équipage, se désolidarisant de Doward. Glover fait un accroc à sa combinaison ; contaminé, il s’effondre. Amy Silva le traîne jusqu’au sas de fortune où les secours l'emportent à l'infirmerie. Amy Silva emporte le sac contenant le poison au poste des torpilles, pour qu’il soit expulsé du bateau. Un marin en combinaison l'attend : Matthew Doward ; celui-ci se saisit du papier compromettant pour le détruire. Il assomme Amy Silva et l’enferme à l’intérieur d’un tube lance-torpilles qu’il commence à remplir d’eau.

#### Épisode 6
Le commandant en second Mark Prentice survient, stoppe le remplissage en vue de récupérer la combinaison qu'il croit seule dans le tube ; il retourne au poste central. Amy Silva reste enfermée dans le tube de torpille. Le HMS Vigil est traqué par des navires de guerre, par des chalutiers et par des sous-marins russes. Matthew Doward tente d’assassiner Elliott Glover sur son lit d'infirmerie. Il est interrompu par Tiffany Docherty et par Mark Prentice, qui ne réalisent pas son geste et le laissent partir.
Contre le métal du tube, Amy Silva cogne des signaux avec sa lampe torche. L'opératrice sonar, Tara Kierly, s’interroge sur ces sons. Mark Prentice comprend la situation et file vers l'avant. Il libère Amy Silva du tube. Doward le suit, se bat avec Mark Prentice et le tue. Amy Silva s’échappe vers le central et le compartiment des missiles. Doward a saboté des vannes du sous-marin, qui se remplit d’eau à raison d’une tonne par seconde. Pendant qu'il coule inexorablement, des marins s’affairent à réparer cette fuite. De son côté, Gary Walsh répare l'antenne filaire et rétablit les communications. Le commandant Newsome réceptionne alors l’ordre de retour donné par l’Amirauté, ainsi que les informations sur la trahison et les intentions du marin Doward. Amy Silva est prise en otage par Matthew Doward qui veut forcer le commandant Newsome à ordonner au sous-marin de faire surface et de contacter un bateau russe. Le commandant Newsome donne l’ordre de remonter le plus rapidement possible et, en connivence, l’opérateur fait basculer le sous-marin. Matthew Doward perd l’équilibre. Il est aussitôt maîtrisé par les officiers Tara Kierly et Simon Hadlow et arrêté par Amy Silva. Les Américains acceptent qu'un de leur sous-marin, sur place, menace les bateaux russes en armant ses tubes lance-torpilles. La flotte russe s'éloigne du Vigil.
Kirsten Longacre et son équipe arrêtent Ben Oakley devant le consulat chinois, grâce auquel il projetait son exfiltration. Il avoue qu’il est complice du meurtre de Jade. Amy Silva revient à terre avec Matthew Doward, sous bonne garde. L'agent russe infiltré dans la marine royale est interrogé par le MI5. Il révèle que le plan des Russes consistait à obliger le sous-marin à faire surface, à rompre le secret et être évacué d’urgence devant leurs caméras. Les photos prises auraient discrédité, par une campagne de presse, la dissuasion nucléaire britannique et ses missiles Trident, en infléchissant les votes des députés britanniques amenés à se prononcer sur un nouveau programme d’armement. Au nom de l’intérêt national, et des fautes commises par le député dans l'affaire, le contre-amiral Shaw impose à Patrick Cruden de se conformer au discours officiel : les sous-marins nucléaires britanniques sont sûrs ; et le naufrage du chalutier a été causé par un sous-marin russe. Erin Branning se rend chez la famille de Mark Prentice pour leur présenter ses condoléances. Amy Silva, revenue à terre, renoue avec Kirsten Longacre. Ensemble elles rendent visite à Poppy.

### Saison 2

#### Épisode 1
Le colonel Chapman laisse le commandement de la base aérienne secrète d'Al Shawka, au Wudyan, pour rentrer en Angleterre avec sa fille : gravement malade, il doit se faire opérer.
À la base aérienne de Dundair, en Écosse, un groupe de soldats de l'armée de l'air anglaise participe à une manœuvre dans un champ de tir, devant des officiels du Wudyan. Quatre pilotes de drones, ou "R-Pass", produits par Alban X, coordonnent quatre de ces engins. Un intrus est détecté. Les drones passent en pilote automatique. L'un d'entre eux échappe à son pilote et fait feu sur plusieurs soldats anglais et sur les officiels : sept morts. Le Wudyan rompt les négociations. L'enquête commence, confiée à la commandante Amy Silva et à la capitaine Kirsten Longacre, enceinte.
Kirsten Longacre arrête l'individu repéré près de la base aérienne : c'est un Wudyanien, opposant au régime, qui se fait passer pour un observateur d'oiseaux. 
Le drone piraté a été contrôlé par le colonel Chapman. Celui-ci ne s'est pas présenté à l'hôpital. Sa cache est découverte : il est retrouvé mort, tué d'une balle. Amy Silva et Kirsten Longacre découvrent sa fille, Sabiha, apeurée. Toutes trois sont pourchassées par le tueur.

#### Épisode 2
Amy prend le tueur à revers tandis que Kirsten le distrait en se mettant en danger. Alors que ce dernier menace de tirer sur Kirsten, Amy se bat avec lui, le blesse au front ; mais le tueur la maîtrise. Kirsten, impuissante regarde le tueur se préparant à tirer sur sa compagne. Heureusement, le chef de l'équipe d'intervention arrive, provoquant la fuite du tueur.
Amy part avec Sabiha au Wudyan pour poursuivre l'enquête malgré les inquiétudes de Kirsten et de Poppy. Pendant ce temps, Kirsten fait équipe avec Daniel Ramsay, un agent du MI5 et retrouve le tueur des bois qui s'appelle Ross Sutherland. Il menace Kirsten, se moquant qu'elle soit enceinte, mais finalement l'épargne et s'enfuit, à nouveau.
Au Wudyan, Amy continue son enquête certaine que le responsable de l'attentat de Dundair a utilisé une console volée au Wudyan. Elle essaie de sympathiser avec Sabiha et continue de se demander quelle est son implication dans les événements. Sabiha poignarde à l'épaule Callum Barker en présence du capitaine Kader et d'Amy, l'accusant de la mort de son père.

#### Épisode 3
Amy a convaincu Sabiha de lui remettre son couteau. Elle enquête en collaboration avec la commandante Eliza Russell, qui dirige la base aérienne anglaise au Wudyan, et avec le colonel Ali Bilali. Après quelques découvertes, elle rend visite à Sabiha en cellule et essaie de lui faire comprendre que ceux qui ont tué son père l'ont manipulée.
Kirsten appelle Amy pour lui montrer l'échographie du bébé ; elles se disputent. Alors que Kirsten sort acheter un café, Sutherland l'aborde et la menace de nouveau pour lui parler. Il l'épargne encore une fois et s'enfuit une fois de plus.
Amy découvre que Barker et Kader étaient si mystérieux parce qu'ils sont en couple. Kirsten découvre où Sutherland se cache et une équipe de police l'arrête. Avant une opération visant à abattre Ghazali, un terroriste Wudyanien, ce dernier est averti par un complice inconnu. Il s'enfuit et l'opération est annulée.
Amy découvre que Kader est en lien avec Ghazali et elle en avertit Russell. Amy et Russell poursuivent Kader en voiture et découvrent la cachette de Ghazali. Sur le point de repartir, elles sont capturées.

#### Épisode 4
Amy et Russell sont emmenées dans un camion par les hommes de Ghazali. En Ecosse, alors que Poppy part pour l'école, Colin Robertson et Daniel Ramsay, attendent qu'elle soit partie pour l'épargner et annoncer à Kirsten l'enlèvement de sa compagne. Pendant ce temps, Amy et Russell sont enfermées dans la maison servant de repère à Abdullah Ghazali, ses hommes ainsi qu'à sa famille.
Amy et Eliza rencontrent Ghazali. Durant sa captivité, Amy comprend que c'est Kader qui a prévenu Ghazali de la tentative de le tuer. Entre-temps, Kader retourne à la base, s'introduit dans le bureau de Russell et utilise son passe ainsi que le mot de passe qu'elle lui donne pour empêcher Mutaz, le bras droit de Ghazali, de tirer dans la jambe d'Amy pour voler la clé de l'armurerie. Devant l'impasse de la situation, Kirsten retourne parler à Firas Zaman, le Wudyanien opposant au régime. Alors que Kader circule dans la base, il tombe sur Callum Barker puis sur le général Marcus Grainger. Quand ce dernier lui pose des questions, Kader invente un mensonge et Barker le suit.
Après le briefing où Grainger explique à plusieurs officiers la disparition d'Amy et de Russell, Kader disparaît discrètement puis Nicole Lawson prévient le général que le passe de Russell a été utilisée il y a quinze minutes et demande s'il doit être bloqué, ce que Grainger confirme.
Se rendant à l'armurerie, Kader avertit Ghazali que le passe de Russell a été repéré et qu'il doit trouver un autre moyen. Il neutralise un garde et lui dérobe son passe pour entrer. Il informe Ghazali qu'il a besoin du mot de passe de Russell pour accéder à l'ordinateur d'Alban-X. Quand Eliza refuse de le donner, Ghazali menace Amy. Pour la sauver, Eliza finit par donner le mot de passe mais il est incorrect. Quand Ghazali la menace, Eliza explique que le 0 du mot de passe doit être fait avec la lettre o pas avec le chiffre et Kader entre dans le serveur.
Une alerte de mot de passe erroné est envoyée sur l'ordinateur de Wes Harper qui donne l'alerte. Alors que Kader télécharge des fichiers d'Alban-X sur une clé USB, il est attaqué par Callum ce dernier s'étant interrogé sur le comportement de son ex. Kader détruit son portable et Callum s'empare de son pistolet, mais alors que le téléchargement se termine, Kader explique à son ex que lui et ses amis sont innocents de l'attentat de Dundair et qu'il cherche des réponses. Alors que des soldats arrivent, Kader demande à Callum de le maîtriser où ils croiront qu'il est son complice à cause des caméras. Callum s’exécute et Kader le supplie de récupérer la clé USB, ce qu'il fait avant que des soldats Wudyaniens ne les rejoignent. Lorsque Wes Harper lui demande ce que Kader faisait, Callum répond qu'il n'a rien vu et s'en va.
Ghazali, furieux que son plan ait échoué vient chercher Amy pour l’exécuter, mais Eliza qui a réussi à se détacher, crée une diversion en déclenchant un incendie. Elle assomme Mutaz et les deux femmes s'enfuient. Ghazali envoie Mutaz et deux autres hommes à leur poursuite. Elles parviennent à leur échapper avec l'aide d'une Wudyanienne.
Pendant ce temps, Kirsten discute avec Firas mais ce dernier n'est pas coopératif. Amy réussit à trouver un portable dans un café et appelle Kirsten pour la rassurer. Elle a juste le temps de lui donner des indications et le nom d'une rue avant qu'elle et Eliza ne soient recapturées par les hommes de Ghazali. Ramsay transmet les informations à Grainger, mais trois villes portent le même nom de rue.
Pour sauver sa compagne et à contrecœur, Kirsten fait du chantage à Firas sur sa famille, à l'aide des informations de Ramsay, en échange de la cachette de Ghazali. Firas finit par parler et Grainger envoie les forces spéciales britanniques une fois la localisation envoyée, le colonel Ali Bilali assiste à l'opération espérant une réussite par rapport à la précédente et à Dundair.
Alors que Ghazali et les siens s'apprêtent à partir et croyant qu'elles vont être emmenées dans le désert pour être exécutées, Amy maîtrise le fils de Ghazali et prend son revolver. Elle demande les clés du camion et Ghazali s'exécute à la demande de sa femme Alia. Alors qu'Amy lui demande pourquoi ils ont causé l'attentat de Dundair, Ghazali lui répète qu'ils n'ont rien à voir avec ça. Amy relâche le fils de Ghazali et tire un coup de feu en l'air pour tenir Mutaz en respect. Grainger et son équipe captent le coup de feu et localisent les deux captives.
Amy apprend de Ghazali qu'elle a été trompée et que les munitions en sa possession sont des preuves que le gouvernement britannique a tué des civils lors de précédentes opérations militaires les rendant complices du régime du Wudyan, Amy est choquée par ces révélations. En Ecosse, Robertson et Kirsten assistent à l'opération grâce à une retransmission vidéo.
Après que l'équipe de Grainger ait identifié Ghazali et localisé Amy et Russell après que cette dernière lui ait dit de lever la tête, les forces spéciales lancent l'assaut. Les soldats abattent froidement Faisal, le jeune fils de Ghazali devant ses parents, Russell et Amy. Ils capturent Ghazali et sa femme et massacrent tous les autres. Furieuse, Amy hurle qu'il y a des enfants et retourne chercher la jeune fille de Ghazali alors que la fumée se répand et que les coups de feu continuent de retentir. La connexion finit par être perdue, laissant Kirsten complètement affolée.

#### Épisode 5
Désorientée, Amy recherche la fille de Ghazali à travers la fumée mais ne voit que des cadavres, elle finit par perdre connaissance. Elle se réveille dans un véhicule médical. Grainger contacte Ramsay pour le prévenir que les commandantes Silva et Russell sont sauvées. Il fait signe à Kirsten qui est soulagée de l'apprendre. Au Wudyan, Eliza retrouve Amy qui lui demande pour la fille de Ghazali, elle lui répond qu'elle va bien. Amy veut comprendre pourquoi les soldats ont tué tout le monde, mais Eliza répond qu'on leur a tiré dessus et qu'ils ont riposté. N'ayant pas les mêmes souvenirs, Amy cherche à savoir mais Eliza coupe court à la conversation et s'en va.
Les soldats pénètrent dans la maison transmettant les images à Grainger et son équipe ainsi qu'à Robertson, Kirsten et Ramsay. Kirsten constate que c'est une maison familiale, puis les soldats retrouvent la console volée. Ravis, Robertson et Kirsten se réjouissent qu'Amy puisse rentrer par le prochain avion.
Le général Grainger fait un compte rendu de mission en compagnie de deux agents des services de renseignements et des commandantes Silva et Russell, toutes deux étant interrogées successivement par rapport aux derniers événements. Amy demande s'il y a des survivants et apprend que Ghazali est introuvable et que sa femme a été arrêtée. Amy explique que les gens qui l'ont enlevée ne lui semblaient pas capables de commettre l'attentat de Dundair, Grainger lui révèle qu'en fouillant leur repère ils ont retrouvé la console ayant servi à perpétrer l'attentat de Dundair. Amy reste convaincu de ne pas avoir tous les tenants et aboutissants de son enquête, mais devant un tel succès, Grainger termine le compte rendu et s'en va.
Amy contacte Kirsten pour la rassurer. Cette dernière est heureuse d'entendre sa compagne et espère qu'elle rentre bientôt, mais Amy raconte à Kirsten que ses kidnappeurs lui avaient affirmé qu'ils étaient innocents de l'attentat de Dundair et lui demande où la console volée a été retrouvée. Kirsten lui répond qu'elle était dans une chambre de bébé. Amy demande à Kirsten de retourner interroger Firas pour lui répéter tout ça. Kirsten supplie Amy de rentrer car elle et Poppy ont besoin d’elle, Amy promet de faire au plus vite et raccroche. Robertson informe Kirsten que sans inculpation Firas va être libéré, elle décide de l'interroger à nouveau.
Amy retourne interroger Kader, prétextant avoir l'autorisation de le faire. Ce dernier s'excuse qu'elle ait été enlevée et confirme que lui et ses amis sont innocents de l'attentat de Dundair. Amy lui révèle que la console volée a été retrouvée dans leur repaire mais Kader affirme que c'est quelqu'un d'autre qui l'a mise là-bas. Amy demande qui aurait pu les piéger mais Kader répond qu'il n'en sait rien. Il révèle qu'il y a une vidéo de l'attentat filmée par le R-PASS sur l'ordinateur de Wes Harper et qu'il l'a copiée. Amy lui demande où est cette vidéo mais Kader répond que ce n'est pas à lui de choisir, Amy déduit que c'est Callum qui a la vidéo. Leur discussion est interrompue par le colonel Ali Bilali qui ordonne à Amy de sortir. Le colonel lui demande ce que Kader lui a dit, et elle répond simplement qu'il s'était excusé de l'avoir enlevée.
Amy va voir Callum et lui dit qu'elle croit que Kader est innocent de l'attentat de Dundair. Callum finit par donner à Amy la clé USB qu'il avait jeté dans sa poubelle. Callum accompagne Amy voulant voir lui aussi ce qu'il y a dessus. Ils visionnent la vidéo que Wes Harper a caché et Callum remarque que le R-Pass avait le Général Grainger, le colonel Bilali et Derek McCabe en ligne de mire mais qu'il a tiré à côté exprès, disant que des terroristes n'auraient pas raté une telle occasion. Ils comprennent que Wes Harper avait accès au flux vidéo du pilote ou qu'il pilotait le drone lui-même.
Amy rappelle Kirsten et lui envoie la vidéo. Kirsten voit elle aussi que le drone tire à côté exprès, mais assez près pour faire croire qu'il visait les hauts gradés et que les soldats au sol ont été tués à la place. Amy veut rentrer mais explique à sa compagne qu'elle doit finir cette enquête et Kirsten les larmes aux yeux accepte. Entendant Kirsten pleurer, Poppy arrive et lui demande ce qui se passe, Kirsten la rassure en disant qu'Amy va bien et va bientôt rentrer.
Le lendemain, Robertson et Kirsten rencontrent Derek McCabe directeur général d'Alban X. Au Wudyan, Amy surprend Wes Harper dans l'armurerie, complètement paniqué. Au moment où elle lui parle de la vidéo qu'il a caché, Wes la neutralise avec un taser. Amy se réveille, enfermée et sans pouvoir utiliser son portable. Elle déclenche l'alarme incendie en utilisant une grenade lacrymogène. Une fois libre, elle prévient Eliza que Wes Harper doit être arrêté mais cette dernière l'informe qu'il a déjà quitté la base.
Pendant ce temps, Kirsten honteuse d'avoir fait ce chantage à Firas pour sauver sa compagne vient lui parler. D'abord réticent, Firas accepte de l'écouter jusqu'au bout et explique à Kirsten que quand il a pu s'enfuir du Wudyan, il était tellement reconnaissant qu'il avait placé la Grande Bretagne sur un piédestal pour avoir cette nouvelle liberté. Puis il lui révèle qu'une fois par semaine durant l'année, un avion décolle d'un aérodrome d'Alban X en Ecosse, il fait escale à Chypre avant de repartir pour le Wudyan. Kirsten comprend que dans ses soutes il y a des armes et Firas ajoute qu'elles sont utilisées sur des civils. Kirsten et Firas finissent par se demander si quelqu'un aurait pu envoyer un code secret pour piéger Firas afin qu'il soit présent le jour de l'attentat.
Amy révèle à Eliza que Wes Harper pilotait le drone ou avait accès au flux vidéo pour faire pression sur les véritables responsables de l'attentat. Amy et Kirsten s'appellent pour confirmer leur théorie. Amy réussit d'obtenir d'Eliza qu'elle retarde le départ de l'avion qui doit les ramener au Royaume-Uni, Eliza lui laisse trois heures. Ramsay avertit Kirsten que le compte utilisé pour payer Ross Sutherland est le même qui a payé Wes Harper, il ajoute que Wes ne peut pas quitter le Wudyan alors il se planque, Kirsten appelle sa compagne pour lui indiquer la cachette d'Harper. Avec l'aide de Callum, Amy sort de la base et utilise sa voiture pour se rendre à la cachette d'Harper.
Elle le retrouve au moment où il se prépare à détruire les données. Amy s'empare de son pistolet mais ne parvient pas à empêcher la destruction des données. Alors qu'elle le maîtrise un homme masqué arrive et commence à leur tirer dessus, mais Amy réussit à le tuer. Elle le démasque et le reconnaît comme le soldat infirmier qu'elle a vu après son sauvetage et comprend que c'est lui qui a placé la console volée dans la planque des dissidents. Elle le prend en photo et l'envoie à Kirsten qui comprend que sa compagne veut l'identifier. Puis Amy et Wes s'enfuient avant que d'autres tueurs n'arrivent.
Amy tente de savoir la vérité mais Wes reste évasif, disant qu'il a reçu l'ordre de couper le flux vidéo quand les drones de Dundair sont passés en pilotage automatique et ajoute que les soldats qui ont libéré Amy n'étaient pas forcément des forces spéciales mais travaillaient pour le renseignement. Kirsten appelle Amy et cette dernière la prévient de ce qui lui est arrivé et que Ramsay pourrait être à la base du complot qui entraînerait le Royaume-Uni dans la guerre du Wudyan. Amy contacte Eliza et les deux femmes ainsi que Wes Harper embarquent dans l'avion les ramenant au Royaume-Uni.
Ayant vu les informations dans sa chambre d'hôpital depuis son arrestation, Ross Sutherland s'évade. Alors que Wes Harper va aux toilettes, Amy regarde sur son portable des photos de Poppy et de Kirsten. Tout à coup, elle entend deux coups de feu, elle s'approche, aperçoit du sang et ce qu'elle voit la choque.

#### Épisode 6
Amy voit Eliza blessée à la jambe et Wes Harper mort. Eliza lui raconte qu'il l'a attaquée et lui dit de parler à l'intercom pour expliquer la situation à l'équipage avant qu'ils ne fassent une bêtise. Pendant ce temps, Ross Sutherland appelle Kirsten lui disant qu'il préfère chercher la vérité par lui-même. Kirsten tente de lui ouvrir les yeux en lui disant que s'il commence à enquêter, les gens derrière cette histoire vont le tuer, mais Sutherland répond qu'il refuse de trahir un homme si bienveillant. Kirsten lui propose alors de le retrouver seule pour lui montrer les preuves qu'elle possède.
Dans l'avion, Amy prend la déposition d'Eliza. Kirsten retrouve Sutherland et lui montre la vidéo qu'Amy lui avait envoyé. Sutherland voit que les coupables ont tiré à côté, Kirsten ajoute qu'ils ont tué sept soldats mais épargné les hauts gradés. Kirsten lui demande de dénoncer ceux qui l'ont manipulé. Ross répond qu'il a confiance en son contact mais que si ce dernier lui a menti, il le tuera et lui jure que demain il se rendra. Kirsten lui demande s'il va le voir maintenant mais Sutherland ne répond pas et s'en va.
Pendant ce temps, Amy montre la photo de l'homme mort à Eliza expliquant qu'il faisait partie des soldats qui les ont libérées, qu'il a essayé de les tuer elle et Wess et qu'elle a dû l’abattre. Eliza en déduit que c'est la première fois qu'Amy tue quelqu'un. Amy continue de se demander qui a bien pu manipuler Sabiha. En Écosse, Kirsten suit Sutherland qui retrouve son contact.
Ce contact se révèle être Derek McCabe. Il lui demande s'il a parlé à qui que ce soit mais Sutherland lui répond non. McCabe dit qu'il le croit et l'abat froidement. Kirsten ayant assistée à toute la scène est choquée. Elle le filme avec son portable derrière un rocher, mais McCabe repère sa silhouette et commence à lui tirer dessus. Kirsten s'enfuit mais oublie son portable. Paniqué, McCabe la poursuit. Kirsten réussit à monter dans sa voiture et à s'enfuir, mais McCabe réussit malgré tout à la toucher à l'épaule.
À son arrivée, Amy est accueillie par le général Grainger qui assez mécontent de la situation. Amy demande à l'un de ses collègues, Paul Townsend, de surveiller Eliza doutant de plus en plus de sa sincérité. Elle appelle Kirsten, lui laissant un message la prévenant de son retour et qu'elle l'aime. Kirsten, blessée, finit par s'évanouir, elle est retrouvée par deux véhicules de police qui passaient par hasard. Amy est informée par Townsend que la balle qui a touché Eliza n'a pas traversé le plancher, elle a ricoché pour se loger dans une caisse, et la balle qui a tué Wes Harper a fini dans un boîtier dont le voyant d'alarme s'est allumé car elle a endommagé le câblage. Un soldat confirme que le voyant s'est allumé quand ils ont entendu le premier coup de feu.
En réécoutant la déposition d'Eliza, Amy comprend qu'elle a menti : elle a tué Wes Harper et s'est tirée dessus pour se couvrir. Amy lance un avis de recherche contre Eliza Russell, mais cette dernière est interceptée par des hommes inconnus alors qu'une ambulance la transportait. Amy reçoit un appel qui l'informe de ce qui est arrivé à Kirsten. À l'hôpital, Kirsten finit par se réveiller, Amy lui dit que le bébé va bien, Kirsten révèle à Amy que c'est Derek McCabe qui lui a tiré dessus et qu'il a tué Sutherland. Amy prévient Robertson qui lance un avis de recherche.
Le lendemain, Kirsten se réveille et Amy l'informe qu'elle souhaite s'arrêter pour rester auprès d'elle et ajoute qu'elle a perdu 20% de son volume sanguin avant que les secours n'arrivent. Kirsten parvient néanmoins à convaincre sa compagne de chopper les individus derrière cette histoire.
Robertson informe Amy de l'enlèvement d'Eliza Russell et que Derek McCabe s'est enfui dans un avion privé dont le transpondeur a été désactivé. Amy confie à son patron qu'Eliza et McCabe travaillent pour les renseignements et qu’ils ont fait tout ça pour que le Royaume-Uni entre en guerre et que c'est le général Grainger qui lui a quasiment avoué cela à son arrivée. Amy place sa montre GPS dans la veste de Ramsay et va parler à Sabiha Chapman qui avait été rapatriée en Écosse. Elle lui apprend la mort de Ross Sutherland, l'homme qui a tué son père. Sabiha avoue à Amy que son père possédait un iPad et que c'est sûrement comme ça qu'ils ont pu être retrouvés. Amy envoie Townsend chercher le iPad et se rend là où sa montre GPS se trouve.
Alors qu'un garde veut l'empêcher d'entrer, Amy le neutralise, le menotte et utilise son passe pour entrer. Elle récupère Eliza et commence à l'emmener en dépit des protestations de Ramsay, mais Ian Downing intervient. Robertson, Amy et Downing finissent par se mettre d'accord au sujet d'Eliza, le général Grainger arrive également pour assister à la discussion. Peu après, Amy interroge Eliza. Elle lui montre l'ipad de Chapman et lui demande pourquoi elle a tué tous ces soldats à Dundair. Après qu'Amy l'ait traitée de traîtresse, de lâche, de meurtrière et de menteuse, Eliza perd son sang froid et finit par tout avouer. Eliza explique qu'elle devait tuer Wes Harper car il avait compris ce qui se passait et commençait à leur faire du chantage. Elle demande à Amy de suspendre l'interrogatoire et lui dit que les gens derrière elle sont plus malins et plus importants qu'elle et qu'elle sera bientôt libre.
Ramsay rend visite à Kirsten pour prendre de ses nouvelles et s'expliquer. Il lui promet de tout arranger. Amy reçoit un appel de Kirsten et lui confie qu'Eliza a tout avoué, mais Kirsten révèle à sa compagne que Sutherland n'a jamais parlé d'une femme et qu'il refusait de trahir un homme bienveillant, sous entendant qu'il y a une troisième personne derrière cette histoire. Ramsay arrive et Kirsten demande à Amy de lui faire confiance. Ramsay lui révèle que l'homme qui a essayé de la tuer était un mercenaire et qu'il cherche à savoir qui l'a payé. Amy lui confie que même si Eliza a tout avoué, elle est persuadée qu'elle et McCabe n'ont pas pu faire tout ça sans avoir été aidés. Amy demande à Ramsay s'il a dit à Eliza que McCabe était recherché, ce dernier lui répond non. Amy déduit alors que le général Grainger est celui qu'elle protège car c'est lui qui l'a informée que McCabe était recherché.
Amy et Ramsay font équipe pour agir officieusement. Ramsay se charge de récupérer un dossier contenant des preuves tandis qu'Amy part voir l'ex petite amie de Sutherland pour lui demander son aide. Robertson avertit Amy qu'elle et Ramsay sont recherchés, mais lui laisse jusqu'au soir pour trouver la vérité avant de lancer ses hommes à leurs trousses. Amy arrive pour arrêter le général Grainger après son discours à propos de Dundair et de l'alliance du Royaume-Uni et du Wudyan contre leur ennemi commun. Ian Downing menace de l'arrêter mais Amy veut aller au bout de son arrestation quitte à déclencher un scandale, mais Downing propose qu'ils discutent tous les trois en privé. Amy confronte Grainger disant que lui, Eliza Russell et Derek McCabe ont conspiré pour entraîner la Grande Bretagne dans une guerre. Elle ajoute qu'ils leur suffisaient de présenter les dissidents Wudyaniens comme des terroristes et toutes les preuves qu'ils rassemblaient contre Alban X ne valaient plus rien. Mais Ian Downing n'est pas convaincu. Amy révèle que grâce à l'ex petite amie de Ross Sutherland, Grainger était l'homme qui avait aidé Ross Sutherland après qu'il a été renvoyé de l'armée et que ce dernier l'admirait beaucoup. Mais Downing n'est toujours pas convaincu et Grainger reste imperturbable.
Downing est appelé pour découvrir Ramsay menotté. Ramsay explique à son supérieur qu'il s'est rendu de lui-même et qu'il a des preuves contre Grainger. Grâce à ces preuves, Amy prouve que Grainger a organisé le voyage de Sabiha pour voler la console et organiser l'attentat de Dundair. Downing est choqué d'entendre ça et demande à son ami si c'est la vérité. Grainger se contente de sourire puis finit par tout avouer en expliquant ses motivations. Amy et Downing conviennent que Firas et Sabiha soient libérés. Amy persuade Downing de réduire la peine de Kader. Callum lui rend visite pour apprendre que sa peine a été réduite à deux ans mais que ce n'est rien parce qu'il l'attendra.
À l'hôpital, Amy raconte à Kirsten que le procès d'Eliza et Grainger sera à huis clos. Kirsten est déçue de ce dénouement car les familles des victimes méritent d'avoir des réponses, mais Amy la rassure en disant que la vérité finira par éclater un jour. Peu après, Poppy arrive et Kirsten lui montre les photos de l'échographie de son petit frère. Puis Amy, Kirsten et Poppy rentrent chez elles.
Six mois plus tard, Amy, Robertson et Downing assistent au procès d'Eliza Russell et de Marcus Grainger. Firas Zaman est autorisé à faire une déclaration. Amy est en partie satisfaite du verdict : Eliza Russell est condamnée à la prison à perpétuité assortie d'une peine de sûreté de 30 ans et Marcus Grainger à la prison à perpétuité assortie d'une peine de sûreté de 45 ans, signifiant qu'il a très peu de chances de vivre assez longtemps pour bénéficier d'une libération conditionnelle et qu'il a de fortes chances de mourir en prison. Après ça, Amy appelle Kirsten pour lui dire que le procès est terminé et qu'elle rentre à la maison.

## Musiques
Le thème musical de la série est la chanson Fuel to Fire de l'album Aventine par l’auteure-compositrice-interprète et musicienne danoise Agnes Obel sorti en 2013.
La série comprend aussi des thèmes d’Afterhere, le duo formé par Berenice Scott et Glenn Gregory. L’épisode 4 inclut la chanson Anchor de Novo Amor, un auteur-compositeur et multi-instrumentiste gallois, publiée en single en 2015 et incluse dans l’album Bathing Beach publié en 2017.

## Lieux de tournage

### Saison 1
La saison 1 a été tournée à Glasgow et sur la côte ouest de l’Écosse. Dunloch, port d’attache du HMS Vigil, fait référence à la base navale de Faslane, HMNB Clyde dans le Gare Loch sur la côte ouest de l’Écosse où sont basés les quatre sous-marins de classe Vanguard de la marine britannique.
Les scènes d’intérieur du sous-marin n’ont pas été tournées en décor réel pour disposer d’un espace de tournage suffisant.

### Saison 2
Le tournage de la saison 2 a eu lieu en Écosse ainsi qu'au Maroc, à Casablanca puis à Rabat.